# Politický systém Srbska
Republika Srbsko je zastupitelská demokracie, parlamentní republika s vícestranickým systémem. Srbsko získalo plnou nezávislost po referendu v roce 2006, kdy Černá Hora vystoupila z federace Srbsko a Černá Hora.
Národní shromáždění Srbska je jednokomorový parlament, má 250 členů volených na 4 roky. Aktivní i pasivní volební právo je pro všechny instituce 18 let.
Zákonodárná iniciativa náleží každému poslanci, vládě, provinčním parlamentům a minimálně 30 000 voličů.
Premiér navrhuje kandidáty na jednotlivé ministry, jejich jmenování musí schválit Národní shromáždění.
Prezident je jako hlava státu volen přímo na 5leté funkční období, zvolen může být maximálně dvakrát.
Současná srbská ústava byla přijata v referendu v roce 2006.
Od 31. května 2017 je srbským prezidentem Aleksandar Vučić a od 2. května 2024 je srbským premiérem Miloš Vučević.